# Distretto di Paccaritambo
Il distretto di Paccaritambo è uno dei nove distretti della  provincia di Paruro, in Perù. Si trova nella regione di Cusco.